# 新竹鄭氏家廟
新竹鄭氏家廟位於臺灣新竹市北區北門里，為新竹市北門鄭氏的家廟，於民國七十四年（1985年）8月19日公告為三級古蹟，後改為市定古蹟。
該建築於咸豐三年（1853年）由祭祀公業鄭振祖組織興建，與先前由祭祀公業鄭永承所興建的進士第、春官第、祭祀公業鄭吉利興建的吉利第並排（依次為進士第、春官第、吉利第、鄭氏家廟）。